# Ernest Troost
Ernest Victor Troost III. (* 19. Juni 1953) ist ein US-amerikanischer Komponist und Musiker.

## Leben
Ernest Victor Troost III. ist der Sohn von Philomena Coppola und Ernest V. Troost Junior. Er hat zwei Geschwister. Er studierte Jazzgitarre und Klassische Musik am Berklee College of Music. Ab Anfang der 1980er Jahre komponierte er vermehrt für Kurzfilme, bevor er 1987 mit Musik zu Filmen wie Boone, Die Munchies und Fröhliche Weihnachten II als Komponist für Langspielfilme debütierte. Insgesamt war er fünf Mal für einen Emmy nominiert, wobei er 1996 für die Beste Filmmusik mit seiner Arbeit an Das Gespenst von Canterville ausgezeichnet wurde.

## Filmografie (Auswahl)
- 1982: The Clown of God (Kurzfilm)
- 1982: Morris's Disappearing Bag (Kurzfilm)
- 1984: Doctor De Soto (Kurzfilm)
- 1987: Boone (Sweet Revenge)
- 1987: Die Munchies (Munchies)
- 1987: Fröhliche Weihnachten II (Night Visitors)
- 1988: Dead Heat
- 1988: Dirty Tiger (Tiger Warsaw)
- 1990: Tremors – Im Land der Raketen-Würmer (Tremors)
- 1995: Herz einer Unbeugsamen (Follow the River)
- 1996: Das Gespenst von Canterville (The Canterville Ghost)
- 1996: Lockruf des Meeres (Calm at Sunset)
- 1997: Wunden der Vergangenheit (Miracle in the Woods)
- 1998: Rileys letzte Schlacht (One Man's Hero)
- 1998: Virus X – Die tödliche Falle (Carriers)
- 1998: Von Schuld getrieben (Saint Maybe)
- 2003: Wilde Tage (Wilder Days)
- 2006: Bloodhead – Die Kreatur (The Creature of the Sunny Side Up Trailer Park)
- 2008: Tics – Meine lästigen Begleiter (Front of the Class)
- 2011: Ghost Phone: Phone Calls from the Dead
- 2013: Nightcomer